# Serralongue
Serralongue (catalansk: Serrallonga) er en by og kommune i departementet Pyrénées-Orientales i Sydfrankrig.

## Geografi
Serralongue ligger 60 km sydvest for Perpignan. Nærmeste byer er mod nord Le Tech (6 km) og mod nordøst Arles-sur-Tech (17 km).

## Demografi

### Udvikling i folketal
| 1962                                                              | 1968 | 1975 | 1982 | 1990 | 1999 | 2007 | 2011 | 2017 |
| ----------------------------------------------------------------- | ---- | ---- | ---- | ---- | ---- | ---- | ---- | ---- |
| 316                                                               | 244  | 206  | 205  | 210  | 238  | 258  | 230  | 226  |
| Tal fra og med 1962 er uden dobbelttælling (sans doubles comptes) |      |      |      |      |      |      |      |      |